# Wilhelm von Hiller (General)
Wilhelm August Bernhard von Hiller (* 20. Juli 1806 in Korkenhagen; † 1. April 1898 in Groß-Lichterfelde) war ein preußischer Generalleutnant.

## Leben

### Herkunft
Seine Eltern waren Friedrich Wilhelm Bernhard von Hiller (1783–1860) und dessen Ehefrau Wilhelmine Johanna von Jagow (1785–1826). Sein Vater war Herr auf Mokratz und Sekondeleutnant a. D. im Dragoner-Regiment „Königin“.

### Militärkarriere
Hiller besuchte das Gymnasium in Stargard und trat am 1. Mai 1823 in das 4. Infanterie-Regiment der Preußischen Armee ein. Er avancierte bis Ende Februar 1826 zum Sekondeleutnant und war ab Anfang März 1834 Adjutant des I. Bataillons in Danzig. Am 9. Juni 1840 erfolgte seine Kommandierung als Adjutant beim Gouvernement von Danzig und in dieser Stellung stieg er Ende Februar 1842 zum Premierleutnant auf. Ab dem 8. April 1848 versah Hiller wieder Dienst in seinem Stammregiment und wurde am 22. August unter Beförderung zum Hauptmann Chef der 2. Kompanie. Mit der Beförderung zum Major erfolgte am 11. September 1855 seine Versetzung zum besoldeten Stamm des 4. Landwehr-Regiment unter gleichzeitiger Ernennung zum Kommandeur des I. Bataillons in Osterode. Mit der Ernennung zum Kommandeur des Füsilier-Bataillons kehrte Hiller am 11. September 1858 zu seinem Stammregiment zurück. Er stieg am 1. Juli 1860 zum Oberstleutnant auf und wurde nach der Bildung am 14. September 1860 Kommandeur des 7. Ostpreußischen Infanterie-Regiments Nr. 44 in Thorn. Dort stieg Hiller am 18. Oktober 1861 zum Oberst auf und wurde anlässlich des Ordensfestes im Januar 1863 mit dem Roten Adlerorden III. Klasse mit Schleife ausgezeichnet. Unter Stellung à la suite beauftragte man ihn am 4. Januar 1866 mit der Führung der 28. Infanterie-Brigade. Am 3. April 1866 erfolgte seine Ernennung zum Brigadekommandeur sowie am 8. Juni 1866 die Beförderung zum Generalmajor ernannt.
In dieser Eigenschaft führte er seine Brigabe während des Krieges gegen Österreich bei der Elbarmee in den Schlachten bei Münchengrätz und Königgrätz. Auf Vorschlag seines Divisionskommandeurs Münster-Meinhövel erhielt Hiller am 20. September 1866 die höchste preußische Tapferkeitsauszeichnung, den Orden Pour le Mérite.
Nach dem Krieg war er vom 30. Oktober 1866 bis zum 13. Juli 1868 Kommandeur der neu errichteten 39. Infanterie-Brigade und wurde anschließend in Genehmigung seines Abschiedsgesuches als Generalleutnant mit Pension zur Disposition gestellt. Auf seinen Antrag hin erfolgte am 22. Mai 1874 die Versetzung mit seiner bisherigen Pension in den Ruhestand. Er starb am 1. April 1898 in Berlin-Lichterfelde und wurde fünf Tage später auf dem Invalidenfriedhof beigesetzt.

### Familie
Hiller heiratete 1872 Martha Wellmann (* 1851).